# Andrew White (basket-ball)
Pour les articles homonymes, voir White et Andrew White.
Andrew White, né le 16 juin 1993, à Richmond, en Virginie, est un joueur américain de basket-ball. Il évolue au poste d'ailier.

## Palmarès
- Third-team All-ACC 2017